# Stadsparksbadet

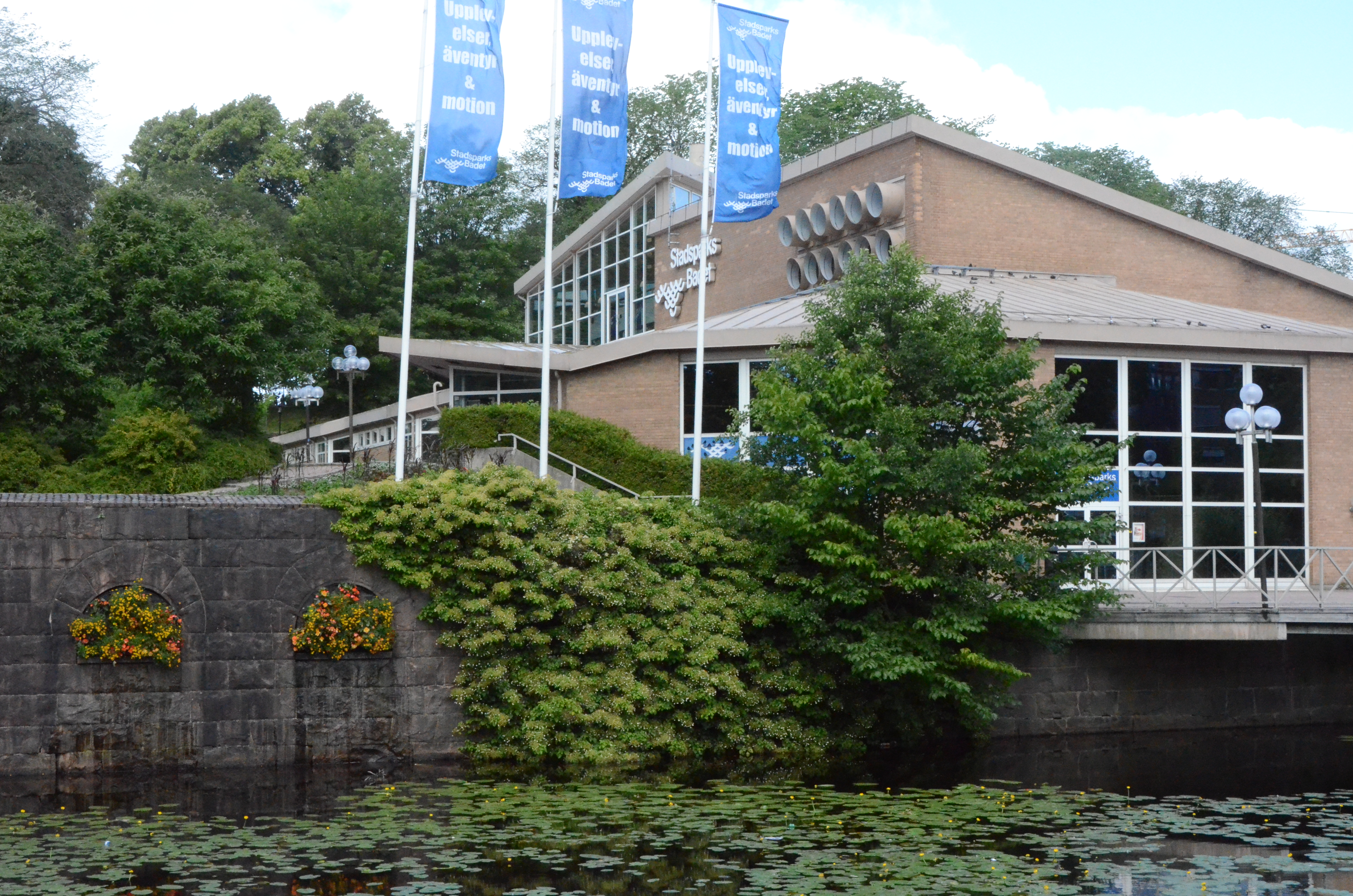
Stadsparksbadet i Borås.

Stadsparksbadet är ett badhus på Sven Eriksonsgatan 29 i Stadsparken. Anläggningen ligger centralt i Borås, har bra bussförbindelser och många parkeringsplatser. Stadsparksbadet invigdes 1985 och är ett Familjebad med flera bassänger, bastur, trampoliner, gym och ett café. 
Badhuset erbjuder simskola för både barn och vuxna samt vattengymnastik. Motionsbassängen är 25 meter lång och har åtta banor, varav fyra avsedda för motionärer. Utöver motionsbassängen finns det en undervisnings- och barnbassäng, vågbassäng, hoppbassäng med trampoliner, en vattenrutschbana, klätterväggar och två bubbelpooler.